# Böhl-Iggelheim

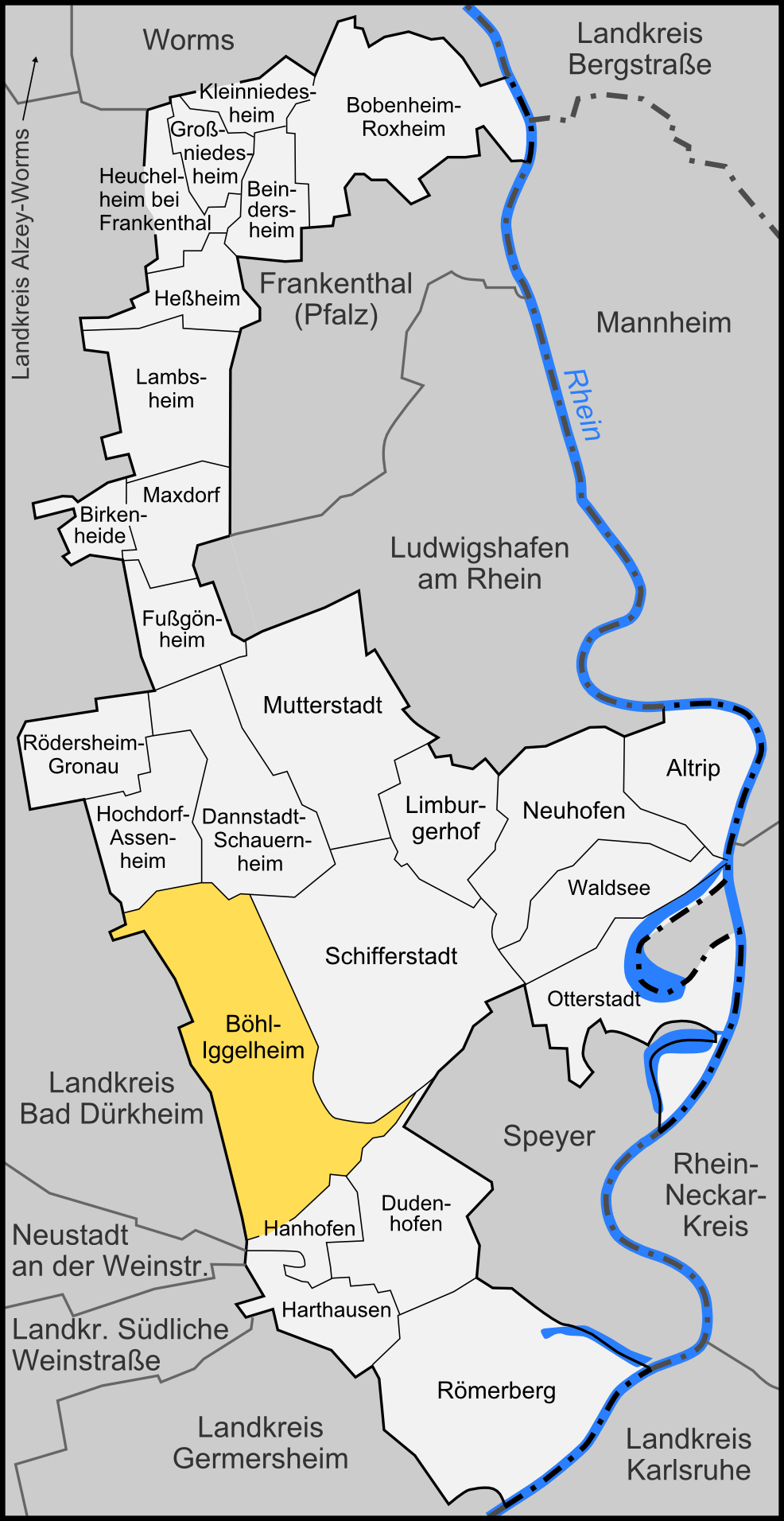

Böhl-Iggelheim là một xã thuộc thuộc huyện Rhein-Pfalz, bang Rheinland-Pfalz,phía tây nước Đức. Xã này có diện tích 33 km², dân số thời điểm ngày 31 tháng 12 năm 2006 là 8200 người. Xã Böhl-Iggelheim có cự ly khoảng 15 km về phía tây nam của Ludwigshafen, và 10 km về phía tây bắc của Speyer.